# 熊本地震 (2019年)
熊本地震（くまもとじしん）は、2019年（平成31年）1月3日18時10分頃に、熊本県熊本地方で発生した最大震度6弱の地震である。大牟田市の南南東7kmが震源であった。

## 震度
| 震度 | 都道府県 | 観測点名 |
| ---- | -------- | --- |
| 6弱  | 熊本県   | 和水町江田 |
| 5弱  | 熊本県   | 熊本市北区植木町・玉東町木葉 |
| 4    | 福岡県   | 大牟田市昭和町・柳川市三橋町・みやま市高田町・みやま市山川町 |
| 4    | 熊本県   | 荒尾市宮内出目・玉名市築地・玉名市中尾・玉名市岱明町・玉名市横島町・山鹿市老人福祉センター・山鹿市菊鹿町・山鹿市鹿本町・山鹿市鹿央町・山鹿市鹿北町・菊池市七城町・菊池市隈府・菊池市旭志・南関町関町・西原村小森・合志市竹迫・和水町板楠 |

## 余震
この地震の23日後には、ほぼ同じ場所を震源とするM4.3の地震があり、和水町で震度5弱を観測した。この地震の余震とみられる。

## 被害
震度6弱を観測した和水町で軽微な被害があった。大津町で1人が重傷、和水町と益城町で3人が軽傷。いずれも熊本県。
震度6弱を観測した和水町は1月6日、災害対策会議を開き、16時現在までに新たに民家で3件の被害を確認したと発表。これにより、町内の建物や文化財などの被害は計62件となった。
和水町にある江田船山古墳では、石室内にある石棺5か所にヒビ、4か所で表面剥離が生じた。

## 2016年の地震との関連
この地震について、気象庁の担当官や京都大学の梅田康弘は、3年前の2016年に発生した熊本地震の活動領域から離れているため直接的な関連はないとの見解を示している。
一方で、東北大学災害科学国際研究所の遠田晋次は、「本当に2016年の地震とこの地震が無関係であるかというと、我々の見解は違う。この地震は、長期かつ広域に広がった2016年の熊本地震の余震の1つだとも考えられ、熊本地震の影響が働いた可能性がある。」と述べた上で、誘発地震の可能性もあることを示唆している。

## その他
地震に伴い、地方公共団体の防災対応を支援するため、熊本地方気象台は、JETT（気象庁防災対応支援チーム）を熊本県庁に派遣した。また、当時内閣官房長官であった菅義偉は2度緊急記者会見を開き、注意を呼びかけた。